# Phylloteles similis
Phylloteles similis är en tvåvingeart som beskrevs av Zumpt 1973. Phylloteles similis ingår i släktet Phylloteles och familjen köttflugor.
Artens utbredningsområde är Namibia. Inga underarter finns listade i Catalogue of Life.